# Yelena Vasilevskaya
Yelena Vasilyevna Vasilevskaya, née le 27 février 1978 à Sverdlovsk, est une joueuse russe de volley-ball.

## Carrière
Elle remporte avec l'équipe de Russie de volley-ball féminin la médaille d'argent aux Jeux olympiques de 2000, la troisième place au Championnat du monde 1998 et la médaille d'or au Championnat d'Europe 1997, au Championnat d'Europe 1999 et au Championnat d'Europe 2001.